# Municipio de Chester (Pensilvania)
El municipio de Chester (en inglés: Chester Township) es un municipio ubicado en el condado de Delaware en el estado estadounidense de Pensilvania. En el año 2000 tenía una población de 4.604 habitantes y una densidad poblacional de 1,274.8 personas por km².

## Geografía
El municipio de Chester se encuentra ubicado en las coordenadas 39°51′00″N 75°19′59″O / 39.85000, -75.33306.

## Demografía
Según la Oficina del Censo en 2000 los ingresos medios por hogar en la localidad eran de $32,576 y los ingresos medios por familia eran de $34,391. Los hombres tenían unos ingresos medios de $31,845 frente a los $25,286 para las mujeres. La renta per cápita de la localidad era de $16,072. Alrededor del 17,1% de la población estaba por debajo del umbral de pobreza.